# Kamil Dragun
Kamil Dragun (ur. 25 czerwca 1995 w Gorzowie Wielkopolskim) – polski szachista, arcymistrz od 2013 roku.

## Kariera szachowa

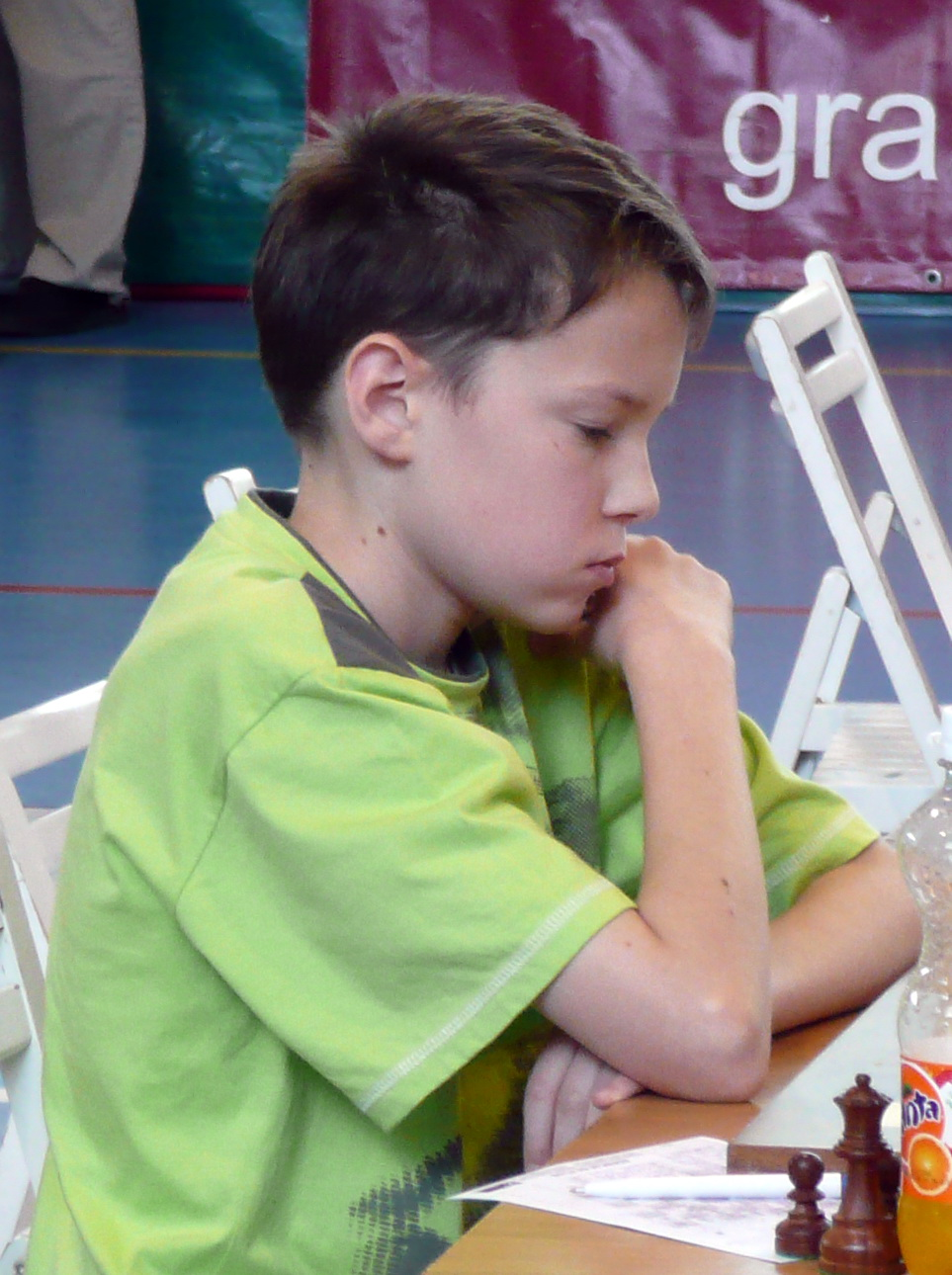
Kamil Dragun, 2008

Sukcesy szachowe zaczął odnosić w bardzo młodym wieku. Pierwszy medal mistrzostw Polski juniorów zdobył w 2005 r. w Kołobrzegu, zajmując II m. w kategorii do 10 lat. Kolejne medale zdobywał w latach 2006 (Kołobrzeg, MP do 12 lat – srebrny), 2007 (Ustroń, MP do 12 lat – brązowy), 2008 (Szczawno-Zdrój, MP do 14 lat – srebrny), 2009 (Sielpia, MP do 14 lat – srebrny) oraz 2010 (Karpacz, MP do 16 lat).
W 2009 r. zdobył w Fermo tytuł mistrza Europy juniorów do 14 lat, w Antalyi – tytuł wicemistrza świata juniorów do 14 lat. W 2010 r. odniósł największy sukces w dotychczasowej karierze, zdobywając w Porto Carras tytuł mistrza świata juniorów do 16 lat. W 2012 r. zdobył w Pardubicach złoty medal drużynowych mistrzostw Europy do 18 lat, osiągnięcie to powtarzając w 2013 r. w Mariborze.
W 2010 r. wystąpił w rozegranym systemem szwajcarskim w Warszawie finale indywidualnych mistrzostw Polski, wypełnił również (podczas turnieju w Cappelle-la-Grande) pierwszą normę na tytuł mistrza międzynarodowego. Również w 2010 r. wypełnił kolejne dwie normy, podczas mistrzostw świata juniorów do 20 lat w Chotowej oraz ekstraligi seniorów w Katowicach. Na przełomie 2010 i 2011 r. podzielił I m. (wspólnie z Ołeksandrem Zubowem, Jewgienijem Szarapowem i Marcinem Sieciechowiczem) w cyklicznym turnieju Cracovia w Krakowie. W 2011 r. podczas rozgrywek ekstraligi wypełnił pierwszą normę arcymistrzowską. Drugą normę zdobył w 2012 r., wygrywając otwarty turniej we Wrocławiu, natomiast trzecią – zwyciężając w edycji 2012/13 turnieju Cracovia w Krakowie. W 2013 r. zajął w Chorzowie IV miejsce w finale indywidualnych mistrzostw Polski oraz podzielił I m. (wspólnie z Kiriłłem Stupakiem) w V Międzynarodowym Arcymistrzowskim Turnieju Szachowym im. Unii Lubelskiej w Lublinie. W 2014 r. samodzielnie zwyciężył w I Arcymistrzowskim Turnieju Kołowym o Puchar Burmistrza Nakła nad Notecią w Nakle nad Notecią, zajął VI m. w mistrzostwach świata juniorów do 20 lat w Pune oraz podzielił I m. (wspólnie z Bai Jinshim) w otwartym turnieju festiwalu London Chess Classic w Londynie. W 2015 r. podzielił I m. (wspólnie z Nigelem Shortem i Surya Gangulym) w Pattaya.
Reprezentuje klub Stilon Gorzów Wielkopolski. Jest wielokrotnym medalistą drużynowych mistrzostw Polski juniorów: trzykrotnie złotym (2006, 2008, 2009) oraz srebrnym (2007).
Wielokrotnie reprezentował Polskę w turniejach drużynowych, m.in.:
- na olimpiadzie szachowej (w roku 2018),  na drużynowych mistrzostwach Europy (w roku 2013)[12],
- trzykrotnie na drużynowych mistrzostwach Europy juniorów do 18 lat (w latach 2010, 2012, 2013); trzykrotny medalista: wspólnie z drużyną – trzykrotnie złoty (2010, 2012, 2013)[13].

Najwyższy ranking w dotychczasowej karierze osiągnął 1 sierpnia 2017 r., z wynikiem 2625 punktów zajmował wówczas 6. miejsce wśród polskich szachistów.